# Bürgermeisterei Andernach
Die Bürgermeisterei Andernach war eine von ursprünglich sechs preußischen Bürgermeistereien, in welche sich der 1816 neu gebildete Kreis Mayen im Regierungsbezirk Koblenz (damals „Regierungsbezirk Coblenz“ in der Provinz Großherzogtum Niederrhein) verwaltungsmäßig gliederte. Von 1822 an gehörte der Regierungsbezirk Koblenz, damit auch die Bürgermeisterei Andernach, zu der in dem Jahr neu gebildeten Rheinprovinz. Der Verwaltung der Bürgermeisterei unterstanden zunächst neun Gemeinden, 1857 wurde die Stadt Andernach aus dem Verwaltungsbezirk ausgegliedert. Die übrigen Gemeinden unterstanden seitdem der von der Stadtverwaltung unabhängigen „Bürgermeisterei Andernach-Land“ die 1927 in „Amt Andernach-Land“ umbenannt wurde.

## Gemeinden und zugehörige Ortschaften
Zur Bürgermeisterei Andernach gehörten vor 1857 folgende Gemeinden:
- Andernach mit dem Wohnplatz St. Thomas (ehemalige Abtei, nun Sitz einer Lederfabrik und einer „Irrenanstalt“), der Bauchmühle, der Siebergsmühle, der Hackermühle, dem Hof Nette mit einer Mühle, dem Ludwigshof, sowie den Wohnplätzen Brückenhaus, Netterhaus, Krahnenhaus, Bungenerhof und Antel
- Eich mit dem Krayer Hof
- Kretz mit der Kretzermühle und der Geisenmühle
- Kruft mit dem Wohnplatz Bahner Höfe, der Lochsmühle, einer Walkmühle und einer Ölmühle
- Miesenheim mit dem Nettehammer (ein Eisenhammer, heute Rasselstein) sowie zwei Mühlen
- Namedy mit dem Weiler Fornich, der Rheininsel Krummetwerth und den Wohnplätzen Heidenhof, Knopshof, Alkerhof, Hüttenhof und dem Namedyerhaus
- Nickenich mit der Steinsmühle
- Plaidt mit einer Papierfabrik, den Höfen Kelterhaus und Pommerhof, der Oberstmühle und der Neumühle
- Saffig mit der Rauschmühle

## Geschichte
Das Verwaltungsgebiet der Bürgermeisterei Andernach gehörte bis zum Ende des 18. Jahrhunderts teilweise zu Kurköln (Amt Andernach) und teilweise zu Kurtrier (Amt Mayen; Gericht Pellenz), Kruft gehörte zur benachbarten Abtei Laach, Saffig war eine eigenständige Herrschaft im Besitz der Grafen von der Leyen.
Im Jahr 1794 hatten französische Revolutionstruppen das linke Rheinufer besetzt. Unter der französischen Verwaltung gehörte das Gebiet von 1798 bis 1814 zum Arrondissement Coblenz (Kanton Andernach), das dem Rhein-Mosel-Departement zugeordnet war.

### Bürgermeisterei Andernach
Aufgrund der Beschlüsse auf dem Wiener Kongress (1815) wurden wesentliche Teile des Rheinlands dem Königreich Preußen zugeordnet. Unter der preußischen Verwaltung wurden im Jahr 1816 Regierungsbezirke, Kreise und Bürgermeistereien sowie zugehörige Gemeinden gebildet. Die Bürgermeisterei Andernach gehörte zum Kreis Mayen im Regierungsbezirk Coblenz und von 1822 an zur damals neu gebildeten Rheinprovinz. Nach Einführung der Rheinischen Städteordnung wurde Andernach am 2. März 1857 aus der bisherigen Bürgermeisterei ausgegliedert und erhielt eine eigene Stadtverwaltung. Die übrigen Gemeinden unterstanden nun der „Bürgermeisterei Andernach-Land“, deren Sitz in Andernach verblieb, aber von der Stadtverwaltung getrennt war. Teilweise wurde die Stadtverwaltung auch „Stadtbürgermeisterei“ und die „Bürgermeisterei Andernach-Land“ auch „Landbürgermeisterei“ genannt.

### Amt Andernach-Land
So wie alle Bürgermeistereien in der Rheinprovinz wurde die „Bürgermeisterei Andernach-Land“ 1927 in „Amt Andernach-Land“ umbenannt. Der Gebietsstand und die Gemeindezuordnung von 1857 blieb unverändert und entspricht dem der heutigen Verbandsgemeinde Pellenz.

### Verbandsgemeinde Andernach-Land
Im Rahmen der in der zweiten Hälfte der 1960er Jahre begonnenen rheinland-pfälzischen Funktional- und Gebietsreform wurden zum 1. Oktober 1968 in den damaligen Regierungsbezirken Koblenz und Trier die Ämter in Verbandsgemeinden umgewandelt. Die Verbandsgemeinde Andernach-Land wurde am 1. Januar 1992 in Verbandsgemeinde Pellenz umbenannt. Pellenz bezeichnet ein historisches Territorium, das ursprünglich den Grafen von Virneburg gehörte.

### Zugehörigkeiten
Die nachfolgende Tabelle ermöglicht einen Überblick über die vorherigen Zugehörigkeiten der Gemeinden der Bürgermeisterei Andernach sowie zu den heutigen Verbandsgemeinden:
| Gemeinde   | Territorium vor 1792   | Kirchspiel um 1800 | Anmerkungen                       |
| ---------- | ---------------------- | ------------------ | --------------------------------- |
| Andernach  | Kurköln, Amt Andernach | Andernach          |                                   |
| Eich       | Kurtrier, Amt Mayen    | Eich               | seit 1970 Stadtteil von Andernach |
| Kretz      | Kurtrier, Amt Mayen    | Kruft              |                                   |
| Kruft      | Abtei Laach            | Kruft              |                                   |
| Miesenheim | Kurköln, Amt Andernach | Miesenheim         | seit 1970 Stadtteil von Andernach |
| Namedy     | Kurköln, Amt Andernach | Andernach          | seit 1969 Stadtteil von Andernach |
| Nickenich  | Kurtrier, Amt Mayen    | Nickenich          |                                   |
| Plaidt     | Kurtrier, Amt Mayen    | Plaidt             |                                   |
| Saffig     | Herrschaft Saffig      | Saffig             |                                   |

## Statistiken
Nach einer „Topographisch-Statistischen Beschreibung der Königlich Preußischen Rheinprovinzen“ aus dem Jahr 1830 gehörten zur Bürgermeisterei Andernach die Stadt Andernach, acht Dörfer, ein Weiler, eine Wind- und 16 Wassermühlen. Im Jahr 1817 wurden insgesamt 6.674 Einwohner gezählt; 1828 waren es 7.845 Einwohner, darunter 3.889 männliche und 3.954 weibliche; 7.580 der Einwohner gehörten dem katholischen und 77 dem evangelischen Glauben an, weiter lebten dort 10 Mennoniten und 178 Juden.
Weitere Details entstammen dem „Gemeindelexikon für das Königreich Preußen“ aus dem Jahr 1888, das auf den Ergebnissen der Volkszählung vom 1. Dezember 1885 basiert. „Im Verwaltungsgebiet der Bürgermeisterei Andernach-Stadt lebten insgesamt 5.785 Einwohner, die Fläche betrug 2.278 Hektar. In den acht zur Bürgermeisterei Andernach-Land gehörenden Gemeinden lebten insgesamt 8.299 Menschen in 1.548 Häusern und 1.804 Haushalten; 4.167 der Einwohner waren männlich und 4.132 weiblich. Bezüglich der Religionszugehörigkeit waren 8.075 katholisch, 63 evangelisch und 72 sonstige Christen“; weiterhin wurden 154 Einwohner jüdischen Glaubens gezählt.
1885 betrug die Gesamtfläche der zur Bürgermeisterei Andernach-Land gehörigen Gemeinden 7.638 Hektar, davon waren 4.911 Hektar Ackerland, 204 Hektar Wiesen und 2.060 Hektar Wald.